# 1. ŽNL Vukovarsko-srijemska 2012./13.
Prvenstvo je osvojila NK Vrbanja i izborila pravo nastupa u Međužupanijsku ligu Osijek – Vinkovci, dok su u 2. ŽNL Vukovarsko-srijemsku ispali NK Meteor Slakovci, NK Borac Drenovci i NK Lipovac.

## Tablica
| Mj. | Klub                              | Sus. | Pobj. | Nerj. | Por. | GR.    | Bod. |
| --- | --------------------------------- | ---- | ----- | ----- | ---- | ------ | ---- |
| 1.  | NK Vrbanja                        | 30   | 19    | 7     | 4    | 107:30 | 64   |
| 2.  | NK HAŠK Sokol Stari Jankovci      | 30   | 17    | 8     | 5    | 87:30  | 59   |
| 3.  | NK Vidor Matijević Srijemske Laze | 30   | 17    | 6     | 7    | 59:35  | 57   |
| 4.  | NK Zrinski Bošnjaci               | 30   | 17    | 4     | 9    | 87:47  | 55   |
| 5.  | NK Slavonija Soljani              | 30   | 15    | 7     | 8    | 59:45  | 52   |
| 6.  | NK Dilj Vinkovci                  | 30   | 14    | 8     | 8    | 64:45  | 50   |
| 7.  | NK Mladost Privlaka               | 30   | 14    | 4     | 12   | 62:49  | 46   |
| 8.  | NK Croatia Bogdanovci             | 30   | 13    | 5     | 12   | 72:60  | 44   |
| 9.  | NK Tomislav Cerna                 | 30   | 13    | 4     | 13   | 65:50  | 43   |
| 10. | NK Budućnost Šiškovci             | 30   | 11    | 6     | 13   | 57:75  | 39   |
| 11. | NK Frankopan Rokovci-Andrijaševci | 30   | 9     | 7     | 14   | 40:62  | 34   |
| 12. | HNK Radnički Vukovar              | 30   | 8     | 6     | 16   | 48:65  | 30   |
| 13. | NK Mladost Vođinci                | 30   | 9     | 3     | 18   | 37:92  | 30   |
| 14. | NK Meteor Slakovci                | 30   | 8     | 5     | 17   | 29:72  | 29   |
| 15. | NK Borac Drenovci                 | 30   | 9     | 1     | 20   | 39:86  | 28   |
| 16. | NK Lipovac                        | 30   | 4     | 5     | 21   | 40:109 | 17   |

## Rezultati
| HNK Radnički Vukovar - NK Lipovac 6:1 NK Budućnost Šiškovci - NK Frankopan Rokovci-Andrijaševci 6:0 NK Zrinski Bošnjaci - NK Meteor Slakovci 7:0 NK Vrbanja - NK Mladost Vođinci 11:0 NK Vidor Matijević Srijemske Laze - NK Slavonija Soljani 0:0 NK Borac Drenovci - NK Mladost Privlaka 5:0 NK Croatia Bogdanovci - NK Tomislav Cerna 2:6 NK HAŠK Sokol Stari Jankovci - NK Dilj Vinkovci 7:0 | NK HAŠK Sokol Stari Jankovci - NK Croatia Bogdanovci 3:1 NK Tomislav Cerna - NK Borac Drenovci 3:0 NK Mladost Privlaka - NK Vidor Matijević Srijemske Laze 3:0 NK Slavonija Soljani - NK Vrbanja 2:4 NK Mladost Vođinci - NK Zrinski Bošnjaci 2:3 NK Meteor Slakovci - NK Budućnost Šiškovci 0:2 NK Frankopan Rokovci-Andrijaševci - HNK Radnički Vukovar 2:1 NK Dilj Vinkovci - NK Lipovac 6:1  | NK Borac Drenovci - NK HAŠK Sokol Stari Jankovci 0:4 NK Vidor Matijević Srijemske Laze - NK Tomislav Cerna 2:1 NK Vrbanja - NK Mladost Privlaka 7:1 NK Zrinski Bošnjaci - NK Slavonija Soljani 2:0 NK Budućnost Šiškovci - NK Mladost Vođinci 2:0 HNK Radnički Vukovar - NK Meteor Slakovci 1:0 NK Lipovac - NK Frankopan Rokovci-Andrijaševci 2:2 NK Croatia Bogdanovci - NK Dilj Vinkovci 3:2  |
| NK HAŠK Sokol Stari Jankovci - NK Vidor Matijević Srijemske Laze 1:1 NK Croatia Bogdanovci - NK Borac Drenovci 6:0 NK Tomislav Cerna - NK Vrbanja 0:3 NK Mladost Privlaka - NK Zrinski Bošnjaci 4:2 NK Slavonija Soljani - NK Budućnost Šiškovci 4:2 NK Mladost Vođinci - HNK Radnički Vukovar 0:0 NK Meteor Slakovci - NK Lipovac 2:1 NK Dilj Vinkovci - NK Frankopan Rokovci-Andrijaševci 1:1  | NK Vrbanja - NK HAŠK Sokol Stari Jankovci 1:0 NK Vidor Matijević Srijemske Laze - NK Croatia Bogdanovci 4:1 NK Zrinski Bošnjaci - NK Tomislav Cerna 3:0 NK Budućnost Šiškovci - NK Mladost Privlaka 2:1 HNK Radnički Vukovar - NK Slavonija Soljani 0:3 NK Lipovac - NK Mladost Vođinci 4:2 NK Frankopan Rokovci-Andrijaševci - NK Meteor Slakovci 2:0 NK Borac Drenovci - NK Dilj Vinkovci 2:1  | NK HAŠK Sokol Stari Jankovci - NK Zrinski Bošnjaci 2:2 NK Croatia Bogdanovci - NK Vrbanja 1:3 NK Borac Drenovci - NK Vidor Matijević Srijemske Laze 0:5 NK Tomislav Cerna - NK Budućnost Šiškovci 2:3 NK Mladost Privlaka - HNK Radnički Vukovar 7:0 NK Slavonija Soljani - NK Lipovac 3:1 NK Mladost Vođinci - NK Frankopan Rokovci-Andrijaševci 0:2 NK Dilj Vinkovci - NK Meteor Slakovci 6:0  |
| NK Budućnost Šiškovci - NK HAŠK Sokol Stari Jankovci 4:2 NK Zrinski Bošnjaci - NK Croatia Bogdanovci 5:0 NK Vrbanja - NK Borac Drenovci 6:1 HNK Radnički Vukovar - NK Tomislav Cerna 3:1 NK Lipovac - NK Mladost Privlaka 1:3 NK Frankopan Rokovci-Andrijaševci - NK Slavonija Soljani 1:1 NK Meteor Slakovci - NK Mladost Vođinci 4:0 NK Vidor Matijević Srijemske Laze - NK Dilj Vinkovci 3:1  | NK HAŠK Sokol Stari Jankovci - HNK Radnički Vukovar 3:0 NK Croatia Bogdanovci - NK Budućnost Šiškovci 6:0 NK Borac Drenovci - NK Zrinski Bošnjaci 1:0 NK Vidor Matijević Srijemske Laze - NK Vrbanja 1:0 NK Tomislav Cerna - NK Lipovac 8:0 NK Mladost Privlaka - NK Frankopan Rokovci-Andrijaševci 0:1 NK Slavonija Soljani - NK Meteor Slakovci 2:0 NK Dilj Vinkovci - NK Mladost Vođinci 6:0  | NK Lipovac - NK HAŠK Sokol Stari Jankovci 0:4 HNK Radnički Vukovar - NK Croatia Bogdanovci 1:3 NK Budućnost Šiškovci - NK Borac Drenovci 5:0 NK Zrinski Bošnjaci - NK Vidor Matijević Srijemske Laze 2:1 NK Frankopan Rokovci-Andrijaševci - NK Tomislav Cerna 1:1 NK Meteor Slakovci - NK Mladost Privlaka 0:2 NK Mladost Vođinci - NK Slavonija Soljani 1:5 NK Vrbanja - NK Dilj Vinkovci 2:2  |
| NK HAŠK Sokol Stari Jankovci - NK Frankopan Rokovci-Andrijaševci 3:0 NK Croatia Bogdanovci - NK Lipovac 5:2 NK Borac Drenovci - HNK Radnički Vukovar 2:3 NK Vidor Matijević Srijemske Laze - NK Budućnost Šiškovci 3:1 NK Vrbanja - NK Zrinski Bošnjaci 2:1 NK Tomislav Cerna - NK Meteor Slakovci 5:1 NK Mladost Privlaka - NK Mladost Vođinci 8:0 NK Dilj Vinkovci - NK Slavonija Soljani 3:1  | NK Meteor Slakovci - NK HAŠK Sokol Stari Jankovci 1:1 NK Frankopan Rokovci-Andrijaševci - NK Croatia Bogdanovci 1:1 NK Lipovac - NK Borac Drenovci 3:1 HNK Radnički Vukovar - NK Vidor Matijević Srijemske Laze 2:2 NK Budućnost Šiškovci - NK Vrbanja 1:1 NK Mladost Vođinci - NK Tomislav Cerna 1:4 NK Slavonija Soljani - NK Mladost Privlaka 2:0 NK Zrinski Bošnjaci - NK Dilj Vinkovci 6:1  | NK HAŠK Sokol Stari Jankovci - NK Mladost Vođinci 12:0 NK Croatia Bogdanovci - NK Meteor Slakovci 0:0 NK Borac Drenovci - NK Frankopan Rokovci-Andrijaševci 3:2 NK Vidor Matijević Srijemske Laze - NK Lipovac 2:2 NK Vrbanja - HNK Radnički Vukovar 3:2 NK Zrinski Bošnjaci - NK Budućnost Šiškovci 6:1 NK Tomislav Cerna - NK Slavonija Soljani 4:0 NK Dilj Vinkovci - NK Mladost Privlaka 2:0 |
| NK Slavonija Soljani - NK HAŠK Sokol Stari Jankovci 3:3 NK Mladost Vođinci - NK Croatia Bogdanovci 0:5 NK Meteor Slakovci - NK Borac Drenovci 2:1 NK Frankopan Rokovci-Andrijaševci - NK Vidor Matijević Srijemske Laze 2:0 NK Lipovac - NK Vrbanja 1:3 HNK Radnički Vukovar - NK Zrinski Bošnjaci 1:1 NK Mladost Privlaka - NK Tomislav Cerna 1:0 NK Budućnost Šiškovci - NK Dilj Vinkovci 0:2  | NK HAŠK Sokol Stari Jankovci - NK Mladost Privlaka 5:0 NK Croatia Bogdanovci - NK Slavonija Soljani 5:0 NK Borac Drenovci - NK Mladost Vođinci 3:0 NK Vidor Matijević Srijemske Laze - NK Meteor Slakovci 4:1 NK Vrbanja - NK Frankopan Rokovci-Andrijaševci 4:0 NK Zrinski Bošnjaci - NK Lipovac 7:1 NK Budućnost Šiškovci - HNK Radnički Vukovar 5:1 NK Dilj Vinkovci - NK Tomislav Cerna 4:3  | NK Tomislav Cerna - NK HAŠK Sokol Stari Jankovci 0:0 NK Mladost Privlaka - NK Croatia Bogdanovci 0:0 NK Slavonija Soljani - NK Borac Drenovci 7:2 NK Mladost Vođinci - NK Vidor Matijević Srijemske Laze 1:3 NK Meteor Slakovci - NK Vrbanja 1:3 NK Frankopan Rokovci-Andrijaševci - NK Zrinski Bošnjaci 0:2 NK Lipovac - NK Budućnost Šiškovci 2:2 HNK Radnički Vukovar - NK Dilj Vinkovci 1:1  |
| NK Lipovac - HNK Radnički Vukovar 1:1 NK Frankopan Rokovci-Andrijaševci - NK Budućnost Šiškovci 4:1 NK Meteor Slakovci - NK Zrinski Bošnjaci 0:3 NK Mladost Vođinci - NK Vrbanja 0:0 NK Slavonija Soljani - NK Vidor Matijević Srijemske Laze 3:2 NK Mladost Privlaka - NK Borac Drenovci 3:0 NK Tomislav Cerna - NK Croatia Bogdanovci 0:1 NK Dilj Vinkovci - NK HAŠK Sokol Stari Jankovci 0:0  | NK Croatia Bogdanovci - NK HAŠK Sokol Stari Jankovci 0:3 NK Borac Drenovci - NK Tomislav Cerna 1:0 NK Vidor Matijević Srijemske Laze - NK Mladost Privlaka 2:0 NK Vrbanja - NK Slavonija Soljani 1:2 NK Zrinski Bošnjaci - NK Mladost Vođinci 1:3 NK Budućnost Šiškovci - NK Meteor Slakovci 2:0 HNK Radnički Vukovar - NK Frankopan Rokovci-Andrijaševci 6:1 NK Lipovac - NK Dilj Vinkovci 0:2  | NK HAŠK Sokol Stari Jankovci - NK Borac Drenovci 6:0 NK Tomislav Cerna - NK Vidor Matijević Srijemske Laze 1:0 NK Mladost Privlaka - NK Vrbanja 2:0 NK Slavonija Soljani - NK Zrinski Bošnjaci 0:0 NK Mladost Vođinci - NK Budućnost Šiškovci 2:0 NK Meteor Slakovci - HNK Radnički Vukovar 2:0 NK Frankopan Rokovci-Andrijaševci - NK Lipovac 4:1 NK Dilj Vinkovci - NK Croatia Bogdanovci 3:0  |
| NK Vidor Matijević Srijemske Laze - NK HAŠK Sokol Stari Jankovci 2:1 NK Borac Drenovci - NK Croatia Bogdanovci 1:2 NK Vrbanja - NK Tomislav Cerna 6:0 NK Zrinski Bošnjaci - NK Mladost Privlaka 3:3 NK Budućnost Šiškovci - NK Slavonija Soljani 2:2 HNK Radnički Vukovar - NK Mladost Vođinci 2:1 NK Lipovac - NK Meteor Slakovci 1:1 NK Frankopan Rokovci-Andrijaševci - NK Dilj Vinkovci 0:2  | NK HAŠK Sokol Stari Jankovci - NK Vrbanja 2:2 NK Croatia Bogdanovci - NK Vidor Matijević Srijemske Laze 1:2 NK Tomislav Cerna - NK Zrinski Bošnjaci 2:1 NK Mladost Privlaka - NK Budućnost Šiškovci 3:0 NK Slavonija Soljani - HNK Radnički Vukovar 2:1 NK Mladost Vođinci - NK Lipovac 5:0 NK Meteor Slakovci - NK Frankopan Rokovci-Andrijaševci 1:1 NK Dilj Vinkovci - NK Borac Drenovci 5:0  | NK Zrinski Bošnjaci - NK HAŠK Sokol Stari Jankovci 7:0 NK Vrbanja - NK Croatia Bogdanovci 6:2 NK Vidor Matijević Srijemske Laze - NK Borac Drenovci 5:2 NK Budućnost Šiškovci - NK Tomislav Cerna 2:2 HNK Radnički Vukovar - NK Mladost Privlaka 0:1 NK Lipovac - NK Slavonija Soljani 2:1 NK Frankopan Rokovci-Andrijaševci - NK Mladost Vođinci 0:2 NK Meteor Slakovci - NK Dilj Vinkovci 2:1  |
| NK HAŠK Sokol Stari Jankovci - NK Budućnost Šiškovci 5:0 NK Croatia Bogdanovci - NK Zrinski Bošnjaci 4:5 NK Borac Drenovci - NK Vrbanja 0:1 NK Tomislav Cerna - HNK Radnički Vukovar 3:2 NK Mladost Privlaka - NK Lipovac 4:0 NK Slavonija Soljani - NK Frankopan Rokovci-Andrijaševci 3:0 NK Mladost Vođinci - NK Meteor Slakovci 2:1 NK Dilj Vinkovci - NK Vidor Matijević Srijemske Laze 1:1  | HNK Radnički Vukovar - NK HAŠK Sokol Stari Jankovci 1:3 NK Budućnost Šiškovci - NK Croatia Bogdanovci 1:1 NK Zrinski Bošnjaci - NK Borac Drenovci 2:1 NK Vrbanja - NK Vidor Matijević Srijemske Laze 1:1 NK Lipovac - NK Tomislav Cerna 1:3 NK Frankopan Rokovci-Andrijaševci - NK Mladost Privlaka 3:0 NK Meteor Slakovci - NK Slavonija Soljani 1:1 NK Mladost Vođinci - NK Dilj Vinkovci 3:1  | NK HAŠK Sokol Stari Jankovci - NK Lipovac 5:1 NK Croatia Bogdanovci - HNK Radnički Vukovar 4:1 NK Borac Drenovci - NK Budućnost Šiškovci 4:1 NK Vidor Matijević Srijemske Laze - NK Zrinski Bošnjaci 2:0 NK Tomislav Cerna - NK Frankopan Rokovci-Andrijaševci 4:2 NK Mladost Privlaka - NK Meteor Slakovci 9:0 NK Slavonija Soljani - NK Mladost Vođinci 2:0 NK Dilj Vinkovci - NK Vrbanja 1:0  |
| NK Frankopan Rokovci-Andrijaševci - NK HAŠK Sokol Stari Jankovci 0:4 NK Lipovac - NK Croatia Bogdanovci 5:2 HNK Radnički Vukovar - NK Borac Drenovci 4:1 NK Budućnost Šiškovci - NK Vidor Matijević Srijemske Laze 0:2 NK Zrinski Bošnjaci - NK Vrbanja 1:4 NK Meteor Slakovci - NK Tomislav Cerna 3:1 NK Mladost Vođinci - NK Mladost Privlaka 5:2 NK Slavonija Soljani - NK Dilj Vinkovci 4:2  | NK HAŠK Sokol Stari Jankovci - NK Meteor Slakovci 3:0 NK Croatia Bogdanovci - NK Frankopan Rokovci-Andrijaševci 5:0 NK Borac Drenovci - NK Lipovac 5:3 NK Vidor Matijević Srijemske Laze - HNK Radnički Vukovar 3:2 NK Vrbanja - NK Budućnost Šiškovci 11:1 NK Tomislav Cerna - NK Mladost Vođinci 3:1 NK Mladost Privlaka - NK Slavonija Soljani 1:0 NK Dilj Vinkovci - NK Zrinski Bošnjaci 2:0 | NK Mladost Vođinci - NK HAŠK Sokol Stari Jankovci 0:0 NK Meteor Slakovci - NK Croatia Bogdanovci 2:1 NK Frankopan Rokovci-Andrijaševci - NK Borac Drenovci 3:0 NK Lipovac - NK Vidor Matijević Srijemske Laze 0:1 HNK Radnički Vukovar - NK Vrbanja 1:1 NK Budućnost Šiškovci - NK Zrinski Bošnjaci 5:3 NK Slavonija Soljani - NK Tomislav Cerna 3:2 NK Mladost Privlaka - NK Dilj Vinkovci 0:0  |
| NK HAŠK Sokol Stari Jankovci - NK Slavonija Soljani 0:1 NK Croatia Bogdanovci - NK Mladost Vođinci 6:1 NK Borac Drenovci - NK Meteor Slakovci 1:0 NK Vidor Matijević Srijemske Laze - NK Frankopan Rokovci-Andrijaševci 3:1 NK Vrbanja - NK Lipovac 12:0 NK Zrinski Bošnjaci - HNK Radnički Vukovar 4:1 NK Tomislav Cerna - NK Mladost Privlaka 4:0 NK Dilj Vinkovci - NK Budućnost Šiškovci 2:2 | NK Mladost Privlaka - NK HAŠK Sokol Stari Jankovci 2:3 NK Slavonija Soljani - NK Croatia Bogdanovci 1:2 NK Mladost Vođinci - NK Borac Drenovci 3:1 NK Meteor Slakovci - NK Vidor Matijević Srijemske Laze 2:1 NK Frankopan Rokovci-Andrijaševci - NK Vrbanja 1:1 NK Lipovac - NK Zrinski Bošnjaci 1:4 HNK Radnički Vukovar - NK Budućnost Šiškovci 2:1 NK Tomislav Cerna - NK Dilj Vinkovci 1:1  | NK HAŠK Sokol Stari Jankovci - NK Tomislav Cerna 2:1 NK Croatia Bogdanovci - NK Mladost Privlaka 2:2 NK Borac Drenovci - NK Slavonija Soljani 1:1 NK Vidor Matijević Srijemske Laze - NK Mladost Vođinci 1:2 NK Vrbanja - NK Meteor Slakovci 8:2 NK Zrinski Bošnjaci - NK Frankopan Rokovci-Andrijaševci 4:3 NK Budućnost Šiškovci - NK Lipovac 3:2 NK Dilj Vinkovci - HNK Radnički Vukovar 3:2  |